# Oliana (ort)
Oliana är en ort i Spanien.   Den ligger i provinsen Província de Lleida och regionen Katalonien, i den nordöstra delen av landet, 500 km öster om huvudstaden Madrid. Oliana ligger 460 meter över havet och antalet invånare är 1 866.
Terrängen runt Oliana är kuperad åt sydost, men åt nordväst är den bergig. Oliana ligger nere i en dal.Runt Oliana är det glesbefolkat, med 9 invånare per kvadratkilometer. Närmaste större samhälle är Solsonès, 18,7 km öster om Oliana. 